# 財政部主計長
英皇陛下財政部主計長（英語：HM Paymaster General）是英国内阁办公厅的一个职位。现任主计长是佟世民。此職位的擔任者的職務主要其實像是較高級的不管部長。
此职位在1836年由軍隊主計長、海軍司庫、切尔西医院主计長和司库和軍械總局司庫四职位的合并而创设。从1848年至1868年，此职位由貿易委員會副主席兼任。此职位的最长担任者是唐·普里马罗罗。
主计长曾掌管陛下主计长室，持有在英格兰银行的以政府部门和经选择的其它公共机构之名义所设立的账户。可从统一基金中得到的款项而后纳入陛下主计长室账户，款项在此供予相应机构使用。陛下主计长室通过一个电子存款系统为其客户经营一整套账户和存款合约服务，包括支票和存款、银行家自动结算服务和结算所自动支付系统服务。2008年陛下主计长室併入Government Banking Service。